# Hegelstraße 25

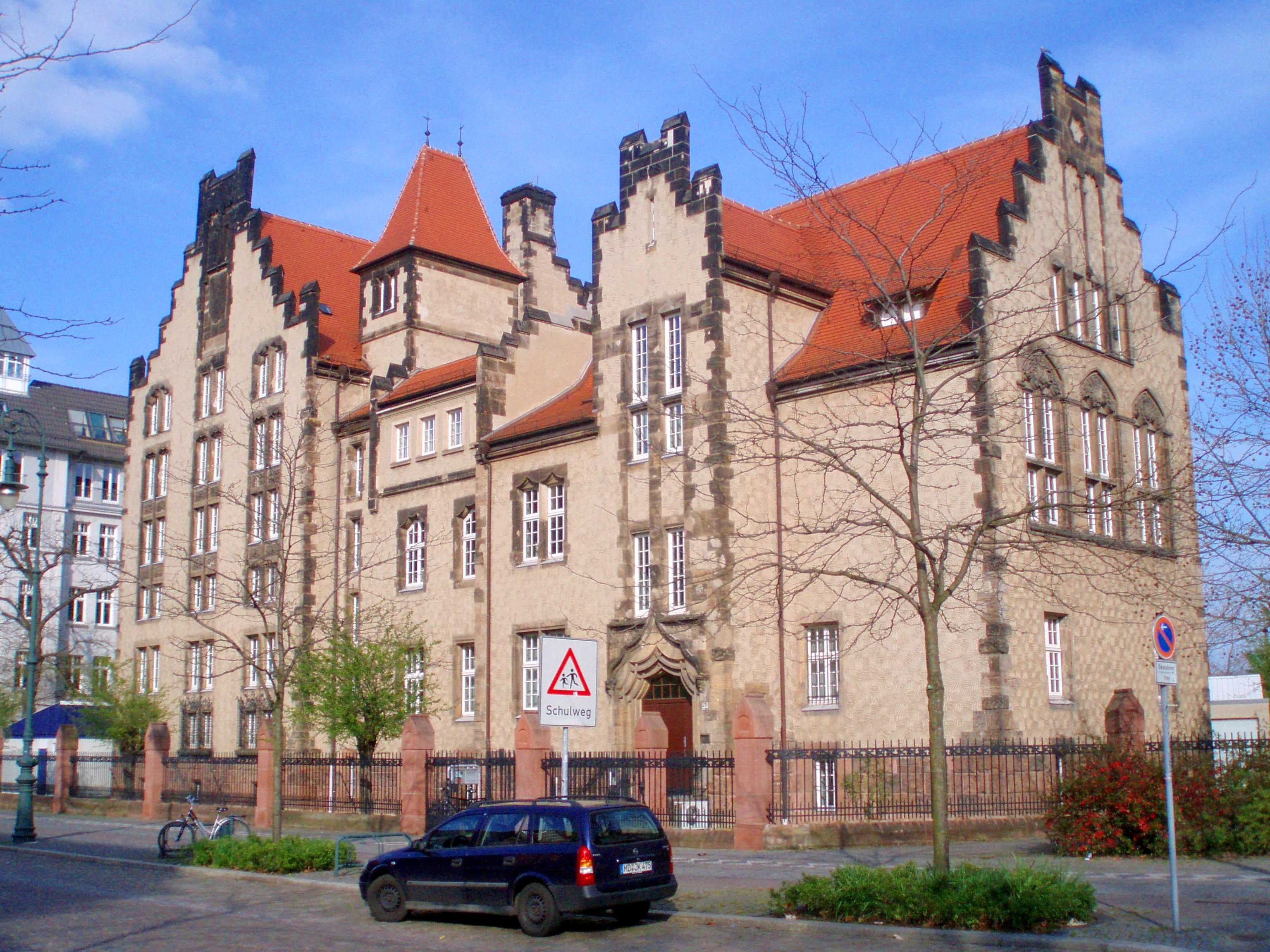
Ehemaliges königliches Staatsarchiv in der Hegelstraße

Unter der Adresse Hegelstraße 25 befindet sich ein denkmalgeschütztes Bauwerk im Magdeburger Stadtteil Altstadt in Sachsen-Anhalt. Im örtlichen Denkmalverzeichnis ist es seit dem 26. Januar 1994 unter der Erfassungsnummer 094 82708 als Baudenkmal verzeichnet.

## Geschichte
Das Gebäude entstand in den Jahren 1907 und 1908 im Zuge der ab 1870 in Gang gesetzten südlichen Stadterweiterung von Magdeburg als königliches Staatsarchiv. Der Entwurf des Gebäudes stammte vom Oberbaurat Georg Thür und für die Ausführungsplanung und Umsetzung waren die Regierungsbauräte Willy Schuhmann und Hermann Hams verantwortlich. In den 1990er Jahren wurden das Dach, die Fenster und Teile des Verwaltungstraktes saniert. Zuletzt wurde das Gebäude vom Landeshauptarchiv Sachsen-Anhalt genutzt, bis dieses 2012 in die Brückstraße 2 umzog. Heute steht das Gebäude leer.

## Beschreibung
Bei dem Gebäude handelt es sich um einen asymmetrischen Bau mit einem L-förmigen Grundriss. Es verfügt über steile Satteldächer und Stufengiebel. Zur Elbseite hin befindet sich ein niedriger Magazineflügel.

## Lage
Das Gebäude befindet sich in der Altstadt von Magdeburg, zwischen dem Elbbahnhof und dem Hasselbachplatz. In der direkten Nachbarschaft befindet sich das Hegel-Gymnasium.